# Компонентне відео

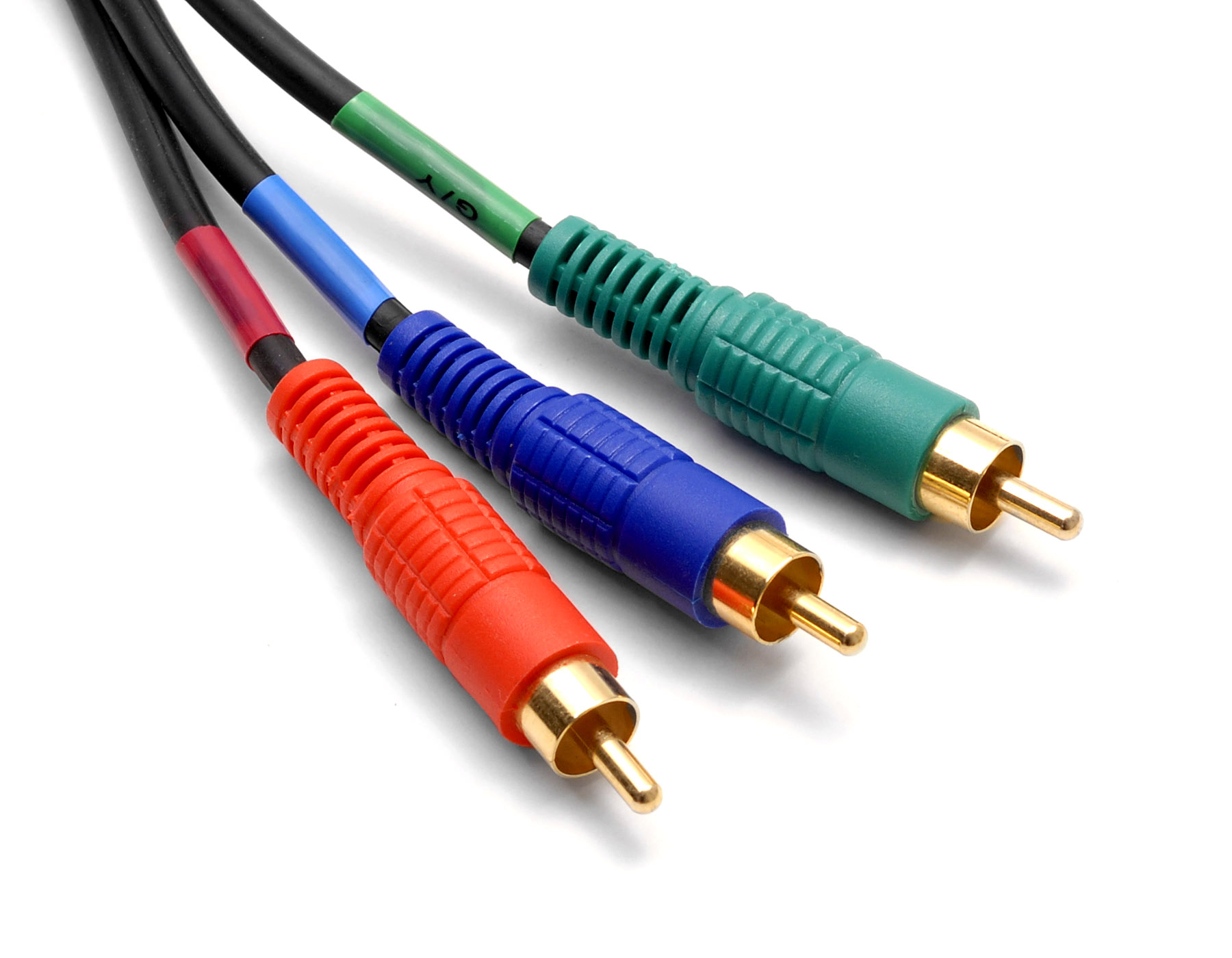
Роз'єми компонентного відеокабеля стандарту YPbPr

Компоне́нтне ві́део — спосіб роздільної передачі кольорового відео через два і більше каналів (кабелів), при якому окремі складові відеосигналу несуть різну інформацію про кольорове зображення.
У перших компонентних відеоінтерфейсів, таких як S-Video, колірна піднесуча передавалася окремо від інших компонентів кольорового відеосигналу для зменшення перехресних завад. У сучасних аналогових інтерфейсах використовуються три і більше каналів для роздільної передачі інформації про колір зображення і сигнали синхронізації. Як і по композитним відеокабелям, по компонентним не передається звуковий супровід, для якого необхідний окремий кабель.
Поняття також використовується стосовно до форматів відеозапису, в яких сигнали яскравості і кольоровості записуються різними групами відеоголівок на окремих доріжках. Такі формати, першим з яких став Betacam, дозволили підвищити якість зображення касетних відеомагнітофонів до стандартів трансляції.